# Stictoscarta indebita
Stictoscarta indebita är en insektsart som beskrevs av Melichar 1926. Stictoscarta indebita ingår i släktet Stictoscarta och familjen dvärgstritar. Inga underarter finns listade i Catalogue of Life.